# 日本線蛺蝶
日本線蛺蝶（學名：Limenitis glorifica），又名臺灣線蛺蝶、北投一文字蝶。是一種屬於蛺蝶科的蝴蝶。為日本本州島的特有種，棲息於溫帶的開放地區或灌叢生境中。日本線蛺蝶曾被有意引入紐西蘭作為生物防治手段，用以控制忍冬這種植物。

## 描述
日本線蛺蝶的卵為淡黃色。初齡幼蟲呈棕色，背部尚無明顯棘突；隨著成長，會轉為綠色，並長出帶刺突起。幼蟲可長至約25毫米長，並在淺綠與棕色混合的蛹殼中化蛹。
成蟲為黑色，翅上側有銀白色條紋，翅下側呈紅棕色。翅端則有灰色、紅棕色、黑色與白色的斑紋。此種蝴蝶的翅展約為60毫米。雌雄外觀相似。日本線蛺蝶隸屬蛺蝶科，該科蝶類的前足退化，無爪，常貼於身體且不作行走用途。

## 地理分布與棲地

### 全球自然分布
日本線蛺蝶為日本最大島嶼──本州的特有種。

### 紐西蘭分布
日本線蛺蝶於2010年首次引進紐西蘭，並於2013年8月核准釋放，2014年釋放於懷卡托地區。此後已在懷卡托的Karangahake建立族群。

## 棲地
日本線蛺蝶偏好乾燥溫暖氣候。常見於郊區與農村地帶的樹籬，也出現在森林空地，例如河岸的柳樹區或開放地帶的田邊。日本線蛺蝶的海拔上限為1450公尺，但幾乎只在忍冬（Lonicera japonica）上產卵。

## 生活史
日本線蛺蝶會於春季在忍冬葉背產卵，此時氣候較暖、幼蟲發育成功率較高。卵約一週孵化，幼蟲生長約28天；若日照時間降至每日少於13-14小時，部分幼蟲會在葉製成的庇護所中越冬。幼蟲在忍冬植物上懸吊化蛹，成蟲一週後羽化，壽命可達一個月。日本線蛺蝶有複雜的求偶行為，雄蝶會繞行雌蝶，需廣大空間。從卵至成蟲歷時約八週，一年最多可繁衍四代。

## 食性與覓食
日本線蛺蝶的幼蟲主要以忍冬為食，亦可取食金銀忍冬及鬼吹簫,後者也是紐西蘭的入侵雜草之一。然而日本研究中顯示，其他種類的忍冬受害程度甚微。每隻幼蟲平均食用2.13克或5.6片葉子。成蟲僅吸食忍冬。

## 天敵、寄生與疾病
此種蝴蝶可能遭受入侵的群居性胡蜂攻擊，這可能限制其族群擴張。不過在紐西蘭，據信對其有寄生風險的寄生性昆蟲極少。潛在的天敵包含螞蟻、螳螂與胡蜂等無脊椎動物。

## 其他資訊
日本線蛺蝶雖原產於日本本州，卻被引入紐西蘭以生物防治忍冬。此蝴蝶在懷卡托地區成功建立族群，但於包括奧克蘭在內的其他釋放地未能定著。在數量龐大時，幼蟲可造成植物葉片落盡。
儘管此蝶在日本常見，但除其分布與食草偏好外，相關研究極為稀少。